# (9105) Matsumura
(9105) Matsumura (1997 AU) – planetoida z pasa głównego asteroid okrążająca Słońce w ciągu 4,89 lat w średniej odległości 2,88 j.a. Odkryta 2 stycznia 1997 roku.